# Praião & Prainha
Praião & Prainha são uma dupla de cantores e compositores sertanejos formada pelos irmãos Aguimar Fernandes Balieiro, o Praião (Uberlândia, 16 de setembro de 1937 - Uberaba, 15 de fevereiro de 1973) e Ademar Fernandes Balieiro, o Prainha (Uberlândia, 15 de maio de 1941 - 1992, Goiânia).
Iniciaram suas atividades na Rádio Platina de Ituiutaba, Minas Gerais, por volta de 1957. Foram para São Paulo em 1959, a fim de lançar o primeiro disco da dupla que aconteceu somente por meio particular. No mesmo ano, já iniciaram no rádio com uma participação semanal somente a convite do radialista Nhon Zé, que apresentava o programa Alvorada Cabocla, na Rádio Nacional de São Paulo.
O segundo trabalho, já em série comercial, foi lançado pela gravadora Califórnia, que com a música "Bebendo nos Bares" ultrapassou a casa de 20.000 (vinte mil) discos vendidos em todo país, que para a época era um número extraordinário. No início de 1960, vieram outros sucessos como: "Belezas do Araguaia", "Não Entro Naquele Bar", "Ingratidão", entre outras. A cada ano que se passava, outros sucessos eram lançados pela dupla, que constantemente fazia shows em Minas Gerais, São Paulo, Goiás, Mato Grosso do Sul e do norte), sempre acompanhados pelo acordeonista Rezendinho, formando o Trio da Simpatia Sertaneja, que também os acompanhava nas suas apresentações no ádio e gravações.
Em 1963, entre tantas duplas famosas da época, foram consagrados com o Prêmio Viola Dourada, lançado pela conceituada revista Melodias, prêmio este que era feito através de votação espontânea pelos fãs do estilo sertanejo. Uma prova que o trio era também muito popular, simples e humilde, diferentee do que é hoje com muitos cantores famosos. Foram tantos sucessos lançados que seria impossível citar todos, como por exemplo: "Atravessando a Fronteira", "Voltando Para Goiânia", "Casamento é Um Negócio", "Roubando uma Goiana", "Linda Menina", "Percorrendo o Mato Grosso", "Duas Vidas Iguais", "Que Saudade", "Meu consolo é beber", "Duas Coisas", "É Chato Gostar", "Amor Distante", "Bebo e Não Choro", "Canarinho Prisioneiro", "Viola Dourada", "Perguntando a Deus", "De São Paulo a Brasília", "Minha Vida é Você", "Igrejinha da Serra" e tantos outros. Toda as terças-feiras, das 21h00min às 21h30min, havia um programa exclusivo na Rádio Nacional de São Paulo, onde se falava de lançamentos de discos, agenda de shows, na maioria em circos por todo o país e outros assuntos.
A dupla criou um estilo próprio de cantar, compor e criar os arranjos com a ajuda de Rezendinho (acordeonista/sanfoneiro), estilo este que os consagrou no gênero individualizando eles das demais duplas, ou seja, criaram seu estilo próprio, ao contrário do que vemos hoje nas duplas da atualidade, "um copia do outro". Se hoje é difícil, imagina naquele tempo, onde quase não tinha eventos nem televisão, o artista para sobressair tinha que criar o seu estilo, porque o grande público da época era mais prestativo em termos de melodia, letra e afinação. A partir de 1965, a dupla estreou na gravadora Chantecler (atual Warner Music) com o disco Praião & Prainha. Em 1966, balançou o país com a música "Igrejinha da Serra", que virou filme anos depois. Em uma das maiores gravadoras do país, na época gravaram inúmeros LP's de sucessos, algumas regravações e faixas inéditas como: "Caminhos de Minha Vida", "Casinha Onde Eu Nasci", "Catando Te Conheci", "Só Resta Saudade", "Dois Amores e Um Segredo" e outras mais. No início dos anos 70, Praião foi eleito vereador no município de Itumbiara, em Goiás, outra grande prova de popularidade da dupla, porém ele faleceu antes mesmo de tomar posse.
Em 1972, a carreira da dupla foi interrompida de forma triste com a morte de Praião, vitima de acidente de carro no entroncamento de Formosa, no Tocantins. O mesmo está sepultado em Itumbiara, cidade que o artista mesmo escolheu para que um dia, quando viesse a falecer, seria ali sepultado como a própria música "Homenagem a Itumbiara"(Praião/Prainha), que dizia "Se um dia eu morrer em outro estado, quer ser sepultado em Itumbiara", uma profecia composta e gravada pela dupla. Prainha ficou só, sem o irmão mas devido à agenda cheia de shows, e a pedidos de fãs, retornou ao mundo da música, com uma nova formação: Praião II & Prainha. Com um gênero diferente de cantar e um dueto de vozes mais grosso, gravaram razoáveis sucessos como: "Fatalidade", "Droga de Vida", "Whisky e Cerveja", "Quer Chorar, Que Chore", "Mulher Volúvel", "Mal Agradecida", "Motorista Mensageiro", "Serenata Pra Lua" e outras. A música "Fatalidade" coincidiu com o fato ocorrido, mas o tema era sobre um amor de infância ,cuja composição foi de Carlos Praião (Praião II), o que o consagrou como cantor e compositor, um jovem com novos ideais abraçando ao novo e velho público, pois cantava e canta até hoje fazendo a voz de Ademar, o Praião I. Praião II & Prainha faziam um som bem mais moderno, porém não conseguiram obter tanto sucesso como a 1º formação, que criaram um estilo de cantar e compor.
O ano de 1992 foi o marco final para a dupla de irmãos (Praião & Prainha), onde infelizmente Prainha também veio a óbito em Goiânia, por motivos de saúde. Praião tocava violão e era compositor, que se chamava na verdade Aguimar Fernandes Balieiro, Prainha também tocava violão, se chamava na verdade Ademar Fernandes Balieiro. Ambos nascidos em Uberlândia e criados em Ituiutaba .
Já Praião II toca violão e é compositor do grande sucesso gravado por Amado Batista "Amor Perfeito", é natural de Itumbiara, se chama na verdade Euripedes Carlos da Silva e iniciou sua jornada como 1ª voz antes mesmo do óbito de Praião no ano de 1972, escolhido e indicado pelo amigo Praião I, que se encontrava acamado.
Praião continuou sua jornada anos depois, usando o nome da dupla como Praião & Paulinho, e gravaram apenas dois CDs contendo algumas músicas até bem executadas, tais como a regravação da música "Franguinho na Panela", "Vidro Quebrado" e "Sonho de Um Sertanejo". E, atualmente, a pedido de amigos e da família de Prainha, retornou com a nova versão de Praião & Prainha, para dar continuidade ao grande legado dos dois irmãos Aguimar e Ademar, lançando em 2016 o álbum Praião e Prainha - A História Continua. Um trabalho que contou com grandes participações de artistas renomados como Guilherme & Santiago, Di Paullo & Paulino, Renan & Ray e outros.
Em 2014, a dupla recebeu homenagem póstuma no V Encontro dos Sanfoneiros de Itumbiara.

## Discografia
Praião & Prainha
- 1961 - Uma Dupla de Sucesso
- 1961 - Minha Solidão
- 1962 - Viola Dourada
- 1962 - Uma História de Sucessos
- 1962 - Não Te Esqueço
- 1963 - Morena de Mato Grosso
- 1964 - Homenagem a Mato Grosso
- 1964 - Uma Dupla Cem Por Cento
- 1965 - Percorrendo Mato Grosso
- 1966 - Praião e Prainha na Chantecler
- 1966 - Igrejinha da Serra
- 1967 - Caprichos do Destino
- 1968 - Dois Amores e um Segredo
- 1969 - Só Resta Saudade
- 1970 - Menina dos Olhos Meus
- 1971 - Canarinho Prisioneiro
- 1972 - Capricho do Destino
- 2016 - A História Continua

Praião II & Prainha
- 1978 - Cruz de Cristal
- 1979 - Camas Separadas
- 1980 - Boiadeiro Aposentado
- 1980 - Rei Jesus
- 1981 - Motorista Mensageiro
- 1982 - Quer Chorar, Que Chore
- 1985 - Lição de Caboclo
- 1995 - 2 LPs Dose Dupla
- 1998 - Raízes Sertanejas
- 2000 - Série Bis Sertanejo - Praião & Prainha